# Naseeruddin Shah
Naseeruddin Shah (Urdu: نصیرالدین شاه, hindi: नसीरुद्दीन शाह; nacido el 20 de julio de 1950) es un actor y director indio. Ha tenido éxito en el cine de Bollywood, el cine paralelo y en el cine internacional. En 2004 el gobierno de la India le confirió el premio Padma Bhushan por sus contribuciones al cine de la India.

## Primeros años
Nació en Barabanki, Uttar Pradesh, India y es un descendiente del caudillo afgano Jan Fishan Khan. Es pariente del autor Idries Shah, el actor pakistaní Syed Kamal Shah, Shah Mahboob Alam y el jugador de críquet Owais Shah. Se graduó de licenciado en Artes de Aligarh Muslim University. Asistió la National School of Drama en Delhi.

## Carrera

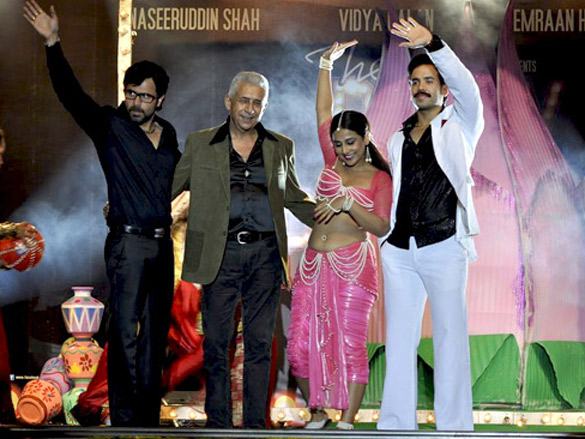
Emraan Hashmi, Naseeruddin Shah, Vidya Balan, Tusshar Kapoor en el lanzamiento de audio de The Dirty Picture.

Debutó como actor en Nishant (1975) con Shabana Azmi. A principios de su carrera trabajaba con el director Shyam Benegal con frecuencia actuando en Manthan (1976), Bhumika (1977), Junoon (1978) y Trikaal (1985). En la década de 1980 ganó un Premio National Film al Mejor Actor por su papel en Sparsh (1980) y actuó en Umrao Jaan (1981) con la actriz Rekha. Una película de menor presupuesto, Bombay Boys (1997), tuvo como protagonista a Shah y Naveen Andrews. Shah recibió buena crítica por su papel de un cantante de Gazal en la película comercial de Bollywood Sarfarosh (1999). También ha actuadao en películas internacioneles como La boda del Monzón, The League of Extraordinary Gentlemen y Today's Special. Se granjeó elogios por sus interpretaciones en Iqbal, El miércoles y Ishqiya.

## Vida personal
Está casado con la actriz Ratna Pathak Shah. Tienen dos hijos, Imaad y Vivaan. La pareja actuó junta en varias obras Jaane Tu... Ya Jaane Na, Mirch Masala y The Perfect Murder.

## Premios y distinciones
Festival Internacional de Cine de Venecia
| Año  | Categoría                 | Película | Resultado |
| ---- | ------------------------- | -------- | --------- |
| 1984 | Copa Volpi al mejor actor | Travesía | Ganador   |

- 1980: El Premio National Film al Mejor por Sparsh.
- 1981: El Premio Filmfare al Mejor Actor por Aakrosh.
- 1982: El Premio Filmfare al Mejor Actor por Chakra.
- 1984: El Premio Filmfare al Mejor Actor por Masoom.
- 1985: El Premio National Film al Mejor Actor por Paar.
- 1987: Padma Shri
- 2000: El premio Sangeet Natak Akademi.
- 2000: El Premio IIFA (International Indian Film Academy) al Mejor Villano por Sarfarosh.
- 2003: Padma Bhushan
- 2007: El Premio National Film al Mejor Actor de Reparto por Iqbal.

## Filmografía seleccionada

### Actor
| Año  | Película                              | Papel                           | Notas     |
| ---- | ------------------------------------- | ------------------------------- | --------- |
| 1975 | Nishant                               | Vishwam                         |           |
| 1976 | Manthan                               | Bhola                           |           |
| 1977 | Bhumika                               | Sunil Verma                     |           |
| 1977 | Tabbaliyu Neenaade Magane             | Shastri                         |           |
| 1978 | Junoon                                | Sarfaraz Khan                   |           |
| 1979 | Sparsh                                | Anirudh Parmar                  |           |
| 1980 | Aakrosh                               | Bhaskar Kulkarni                |           |
| 1980 | Albert Pinto Ko Gussa Kyon Aata Hai   | Albert Pinto                    |           |
| 1980 | Bhavni Bhavai                         | Maharaja Dhiraj Chandrasen      |           |
| 1981 | Chakra                                | Looka                           |           |
| 1981 | La Umrao Jaan                         | Gohar Mirza                     |           |
| 1982 | Bazaar                                | Salim                           |           |
| 1983 | Jaane Bhi Do Yaaro                    | Vinod Chopra                    |           |
| 1983 | Katha                                 | Rajaram Purshotam Joshi         |           |
| 1983 | Masoom                                | D.K. Malhotra                   |           |
| 1983 | Woh 7 Din                             | Dr. Anand                       |           |
| 1984 | Paar                                  | Naurangia                       |           |
| 1984 | Mohan Joshi Hazir Ho!                 | Malkani                         |           |
| 1984 | Holi                                  | Professor Singh                 |           |
| 1985 | Ghulami                               | SP Sultan Singh                 |           |
| 1985 | Trikal                                | Ruiz Pereira                    |           |
| 1985 | Mirch Masala                          | Subedar                         |           |
| 1986 | Karma                                 | Khairuddin Chishti              |           |
| 1987 | Jalwa                                 | Inspector Kapil                 |           |
| 1987 | Tamas                                 |                                 | Telefilme |
| 1987 | Ijaazat                               | Mahender                        |           |
| 1988 | Hero Hiralal                          | Hero Hiralal                    |           |
| 1988 | Maalamaal                             | Rajkumar Saxena                 |           |
| 1988 | Pestonjee                             | Pirojshah Pithawala             |           |
| 1988 | The Perfect Murder                    | Inspector Ghote                 |           |
| 1989 | Tridev                                | Jay Singh                       |           |
| 1991 | Ek Ghar                               |                                 |           |
| 1992 | Vishwatma                             | Suryapratap Singh               |           |
| 1992 | Electric Moon                         | Rambuhj Goswami                 |           |
| 1992 | Chamatkar                             | Amar Kumar                      |           |
| 1993 | Kabhi Haan Kabhi Naa                  | Father Briganza                 |           |
| 1993 | Sir                                   | Amar Verma                      |           |
| 1994 | Ponthan Mada                          | Seema Thampuran                 |           |
| 1994 | Mohra                                 | Jindal                          |           |
| 1995 | Naajayaz                              | Raj Solanki                     |           |
| 1996 | Chaahat                               | Ajay Narang                     |           |
| 1998 | Bombay Boys                           | Mastana                         |           |
| 1998 | China Gate                            | Sarfaraz Khan                   |           |
| 1998 | Such a Long Journey                   | Jimmy Bilimoria                 |           |
| 1999 | Sarfarosh                             | Gulfam Hassan                   |           |
| 2000 | Hey Ram                               | Mahatma Gandhi                  |           |
| 2001 | La boda del Monzón                    | Lalit Verma                     |           |
| 2003 | The League of Extraordinary Gentlemen | Capitán Nemo                    |           |
| 2003 | Maqbool                               | Inspector Purohit               |           |
| 2003 | 3 Deewarein                           | Ishaan Mirza                    |           |
| 2004 | Main Hoon Na                          | Shekhar Sharma                  |           |
| 2005 | Paheli                                | Narrador                        |           |
| 2005 | Iqbal                                 | Mohit                           |           |
| 2006 | Banaras                               | Babaji                          |           |
| 2006 | Being Cyrus                           | Dinshaw Sethna                  |           |
| 2006 | Krrish                                | Dr. Siddhant Arya               |           |
| 2006 | Omkara                                | Bhaisaab                        |           |
| 2005 | Paheli                                | Narrador                        |           |
| 2005 | Iqbal                                 | Mohit                           |           |
| 2007 | Parzania                              | Cyrus                           |           |
| 2007 | Amal                                  | G.K. Jayaram                    |           |
| 2007 | Khuda Kay Liye                        | Maulana Wali                    |           |
| 2007 | Dus Kahaniyaan                        | Shah                            |           |
| 2008 | Shoot on Sight                        | Comandante de policía Tariq Ali |           |
| 2008 | Jaane Tu... Ya Jaane Na               | Amar Singh Rathore              |           |
| 2008 | El miércoles                          | El hombre de la calle:          |           |
| 2008 | Maharathi                             | Jaisingh Adenwalla              |           |
| 2008 | Mithya                                | Gavde                           |           |
| 2009 | Barah Aana                            | Shukla                          |           |
| 2009 | Firaaq                                | Khan sahib                      |           |
| 2009 | Today's Special                       | Akbar                           |           |
| 2010 | Ishqiya                               | Khalujan/Khalu/Iftikhar         |           |
| 2010 | Rajneeti                              | Bhaskar Sanyal                  |           |
| 2010 | That Girl in Yellow Boots             |                                 |           |
| 2011 | The Hunt                              | Coronel                         |           |
| 2011 | Saat Khoon Maaf                       |                                 |           |

### Productor
| Año  | Película    | Notas |
| ---- | ----------- | ----- |
| 2003 | Raghu Romeo |       |

### Director
| Año  | Película             | Notas |
| ---- | -------------------- | ----- |
| 2006 | Yun Hota To Kya Hota |       |